# 27. studenoga
27. studenoga (27. 11.) 331. je dan godine po gregorijanskom kalendaru (332. u prijestupnoj godini).
Do kraja godine imaju još 34 dana.

## Događaji
- 1919. – Potpisan mirovni ugovor s Bugarskom u Neuillvju.
- 1970. – Drugog dana svog putovanja po zemljama Azije i Oceanije papa Pavao VI. umalo je stradao u atentatu u Manili. U svećenika prerušeni kolumbijski slikar pokušao je nožem ubiti vrhovnog crkvenog poglavara. Očito duševno bolesni čovjek stavljen je pod psihijatrijski nadzor.

| - 1438. – Gracija Kotorski, katolički blaženik († 1508.) - 1609. – Juraj Habdelić, hrvatski književnik († 1678.) - 1701. – Anders Celsius, švedski fizičar i astronom († 1744.) - 1848. – Maximilian von Prittwitz, njemački general († 1917.) - 1857. – Charles Scott Sherrington, britanski liječnik i nobelovac († 1952.) - 1877. – Stjepan Javor, hrvatski političar († 1936.) - 1921. – Vojin Jelić, hrvatski književnik i publicist († 2004.) - 1940. – Bruce Lee, glumac i majstor borilačkih vještina († 1973.) - 1942. – Jimi Hendrix, američki glazbenik († 1970.) - 1960. – Julija Timošenko, ukrajinska političarka - 1970. – Han Kang, južnokorejska književnica - 1971. – Troy Corser, australski vozač motociklističkih utrka - 1971. – Albert Demčenko, ruski sanjkaš - 1981. – Nataša Janjić, hrvatska glumica - 1982. – Olga Artešina, ruska košarkašica | - 8. pr. Kr. – Horacije, rimski pjesnik (* 65. pr. Kr.) - 1678. – Juraj Habdelić, hrvatski književnik (* 1609.) - 1884. – Fanny Elssler, austrijska balerina (* 1810.) - 1942. – Hermann Harms – njemački taksonom i botaničar (* 1870.) - 1943. – Ivo Lola Ribar, hrvatski političar - 1962. – Vale Vouk, hrvatski botaničar slovenskog porijekla (* 1886.) - 1992. – Ivan Generalić, hrvatski slikar (* 1914.) - 2020. – Špiro Guberina, hrvatski glumac (* 1933.) |